# Atrypanius remissus
Atrypanius remissus là một loài bọ cánh cứng trong họ Cerambycidae.